# Space Oddity (пісня)
Space Oddity («Дивний випадок в космосі») — пісня, написана і виконана британським музикантом Девідом Боуї. Вийшла на окремому синглі у 1969 році, потім — на однойменному альбомі.

## Історія
У пісні співається про вигаданого астронавта — майора Тома, що загубився у відкритому космосі. Вихід пісні збігся з висадкою екіпажу американського космічного корабля «Аполлон-11» на Місяць, Бі-Бі-Сі використовувала композицію у своїх трансляціях при висвітленні цієї історичної події.
Пісня створена з очевидною алюзією на роман Артура Кларка і фільм Стенлі Кубрика «Космічна одіссея 2001 року» (2001: A Space Odyssey), що з'явилися роком раніше. Згодом музикант розповідав, що був так вражений побаченим у кінотеатрі, що переглядати картину ходив кілька разів, «Вона змушувала музику летіти до мене» — говорив він. При первісному релізі сингл зайняв 5-те місце в британському чарті продажів, а при повторному релізі в 1975 році — вже 1-ше місце: до того часу Боуї вдалося пробитися в мейнстрім рок-музики. У своєму суперхіті 1980 року «Ashes to Ashes» Боуї повертається до фігури майора Тома, також вона згадується в пісні «Hallo Spaceboy».
Спільно з італійським поетом Джуліо Рапетті (Могол) Боуї записав італійську версію пісні. Сенс тексту змінено: у ній ідеться взагалі не про космос, а про закоханих, які зустрічаються на вершині гори. Називається вона «Ragazzo Solo, „Ragazza“ Sola» (Самотній юнак, самотня дівчина). Розповідають, що перекладач прибув на запис за кілька годин до початку, щоб натренувати вимову Боуї. Після запису Девід спитав Джуліо, чи не важко йому було перекладати такий складний текст із фантастичним сюжетом про космонавтів. І тільки тоді співак дізнався, про що він насправді тільки що співав. Цей варіант був записаний в 1969 році нині маловідомими італійськими групами Computers і Equipe 84. Звукозаписна компанія відчула, що втрачає прибуток і подбала, щоб Боуї сам записав італійський варіант цієї пісні.

## У попкультура
- Чендлер Бінг робить відеозапис «Space Oddity» у власному виконанні в одному з епізодів серіалу «Друзі». Крім того, цю пісню співає Джо по дорозі додому у машині Фібі.
- Пісня є саундтреком до гри Alan Wake (звучить у титрах).
- Версія пісні італійською мовою звучить у фільмі Бернардо Бертолуччі «Ти і я» (2012).
- Адам Сендлер виконує уривок з цієї пісні у фільмі «Мільйонер мимоволі» (2002), коли вперше летить на своєму літаку.
- Пісня звучить у фільмі «Таємне життя Волтера Мітті» (2013).
- Також дану композицію можна почути у фільмі «Єва: Штучний розум» (2011).
- Персонаж серіалу «Остання людина на Землі» (2015) Майк Міллер виконує цю пісню після повернення з орбітальної космічної станції (14-та серія 2-го сезону, 2016).
- Пісня звучить у трейлері до гри Call of Duty: Infinite Warfare.
- Пісня звучить у фільмі «Валеріан і місто тисячі планет» (2017).

## Список композицій

### Сингл 1969 року
1. «Space Oddity» (4:33)
2. «Wild Eyed Boy from Freecloud» (4:52)

### Сингл 1975 року
1. «Space Oddity» (4:33)
2. «Changes» (3:33)
3. «Velvet Goldmine» (3:09)

## Учасники запису
Оригінал записаний у 1969 році у складі:

### Музиканти
- Девід Боуї — вокал, акустична гітара, Stylophone (муз. інструмент)
- Мік Вейн — соло-гітара
- Гербі Флаверз — бас-гітара
- Террі Кокс — тарілки, барабани
- Пол Бакмастер — струнні аранжування
- Тоні Вісконті — флейти, духові
- Рік Вейкман — меллотрон

### Продакшен
- Ґас Даджон — випусковий продюсер

## Цікаві факти
- Згідно зі статистикою музичного сервісу Last.fm, пісня Space Oddity входить у трійку найпопулярніших композицій Боуї серед користувачів сайту[5].

- Також історію астронавта, який загубився в космосі, продовжили у своїх піснях інші виконавці. Наприклад, канадець K. I. A. написав пісню «Місіс Мейджор» про дружину астронавта.

- У французькій версії пісні, яку записав «Пластиковий Бертран[en]», вірші змінені, так що виходить, ніби Майор Том не повернувся на Землю свідомо, побоюючись ядерної війни.

- Астронавт Кріс Хедфілд[en] записав трохи змінену версію «Space Oddity», яку виконав з гітарою на МКС. У своєму твіттері він написав: «З повагою до генія Девіда Боуї — ось „Space Oddity“, записана на МКС». Сам Боуї відразу відсалютував Хедфілду, відповівши на його твіт словосполученням «Hallo Spaceboy»[6].

- У 2000 році за результатами опитування 190 тис. осіб «Space Oddity» зайняла 25-те місце в рейтингу кращих пісень тисячоліття[7].
- У лютому 2016 року Королівський філармонічний оркестр спільно із Амандою Палмер та Джаредом Бішоффом зі сльозами на очах виконали реквієм-реліз незабутнього шедевра Майстра[8].
- У 2018 році пісня відтворювалася в автомобілі Tesla Roadster Ілона Маска, який використовувався як макет корисного вантажу при тестовому запуску ракети SpaceX Falcon Heavy[9].